# Franz von Krauß (Architekt)
Franz Freiherr von Krauß (* 14. Juni 1865 in Wien; † 24. Februar 1942 ebenda) war ein österreichischer Architekt.

## Leben
Franz von Krauß war der Sohn von Franz Freiherr von Krauß (1837–1919), einem hohen Beamten, der im Jahr 1886 Polizeipräsident von Wien, ab 1892 Landespräsident der Bukowina war.
Nach seinem Studium der Architektur an der Akademie der bildenden Künste in Wien bei Karl von Hasenauer und Friedrich von Schmidt arbeitete er ab 1894 als selbstständiger Architekt und gründete ein Architekturbüro zusammen mit Josef Tölk.
Er war der Vater von Hedwig „Hedy“ Falk (1897–1951), einer Tänzerin und Schriftstellerin.

## Werk

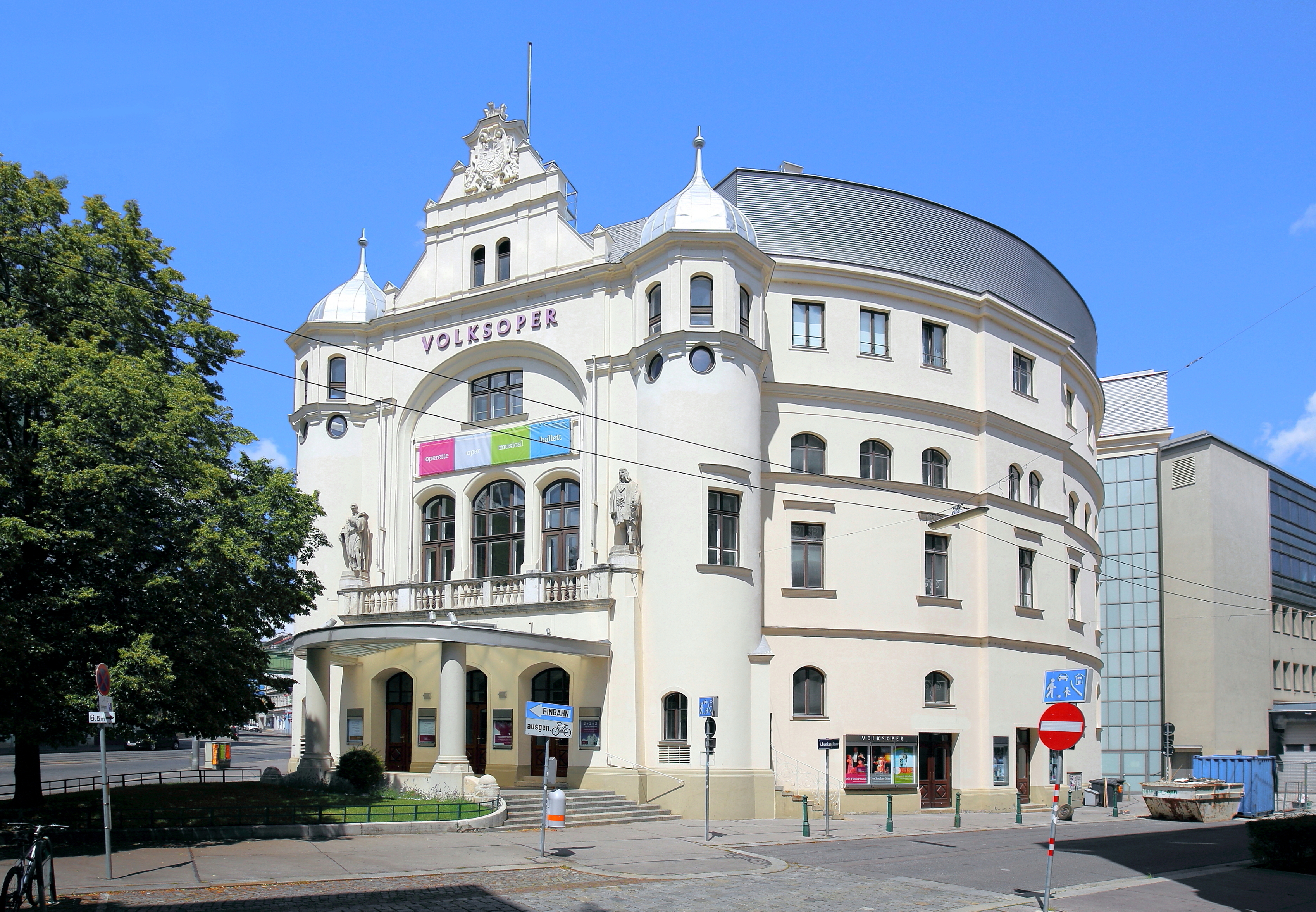
Volksoper in Wien (1898)

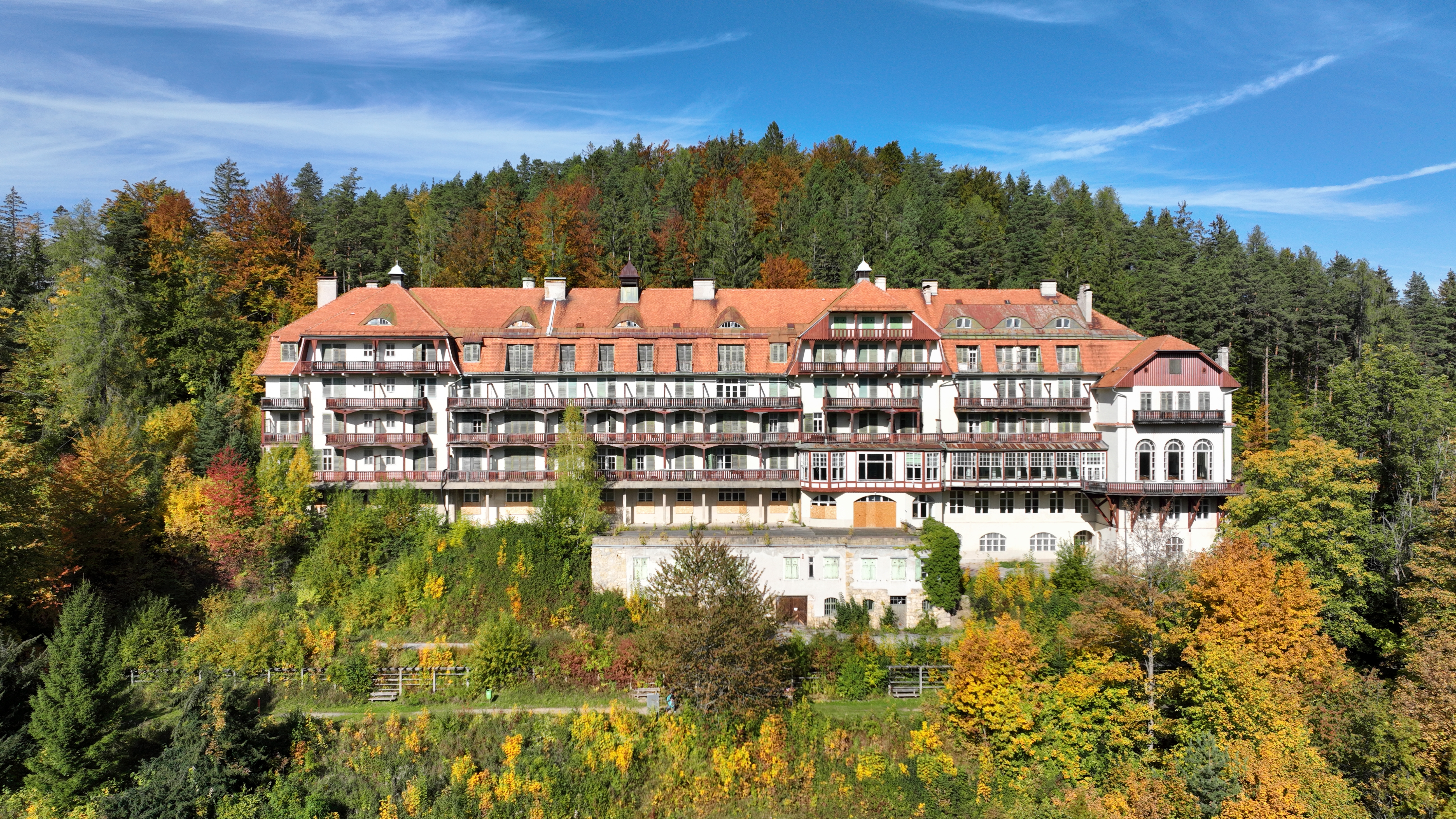
Kurhaus Semmering auf dem Wolfsbergkogel (1909)

Franz von Krauß und Josef Tölk waren sehr erfolgreich. Zu ihren Bauten gehörten Wohnhäuser und Villen in Österreich und den Ländern der österreichisch-ungarischen Monarchie, Nutzbauten wie die Franzensbrücke über den Wiener Donaukanal und Theater wie die Volksoper (mit Architekt Alexander Graf; 1898), die Wiener Kammerspiele und das 1960 abgerissene Wiener Bürgertheater. Auch das Kurhaus Semmering wurde von diesen beiden Architekten entworfen. In den 1920er Jahren beteiligte sich das Team auch am Wiener kommunalen Wohnbau und baute einen Teil des Sandleitenhofs. Franz von Krauß war auch Mitglied des österreichischen Werkbunds.
Weitere Werke:
- Villa Richter in Raspenava (Raspenau), 1902 zusammen mit Josef Tölk[2]